# شون غلوفر
شون غلوفر (25 سبتمبر 1990 في الولايات المتحدة - ) (بالإنجليزية: Shawn Glover)‏ هو لاعب كرة سلة أمريكي في مركز هجوم قوي الجسم. لعب مع CB Bahía San Agustín ‏.

## وصلات خارجية
- شون غلوفر على موقع كرة السلة الأوروبية.كوم (الإنجليزية)
- شون غلوفر على موقع كلية كرة السلة في سبورتس رفرنس.كوم (الإنجليزية)
- شون غلوفر على موقع ريلجم (الإنجليزية)
- شون غلوفر على موقع بروبوليرز (الإنجليزية)